# Miquel Mir Serra
Miquel Mir Serra (Banyoles, 1955) és un documentalista, investigador i escriptor. Ha treballat d'ençà el 1979 al Museu d'Història i a l'Arxiu de Girona. Ha estat redactor de la Revista de Banyoles i col·laborador del Diari de Girona i de l'Avui.

## Obra
Investigació i divulgació
- El preu de la traïció: La FAI, Tarradellas i l'assassinat de 172 maristes. Barcelona: Pòrtic, 2010
- El misteri de l'assassinat del bisbe de Barcelona: L'anarquisme i el Vaticà davant l'enigma Irurita. Barcelona: Pòrtic, 2012
- Diario de un pistolero anarquista, 2007 [investigació i divulgació; castellà]
- La otra Memoria Histórica. Últimas investigaciones sobre las persecuciones y ejecuciones en la España republicana durante la Guerra Civil, 2011 [investigació i divulgació; castellà]

Novel·la
- Entre el roig i el negre: una crònica de la Barcelona anarquista. Girona: CCG, 2005
- Entre el roig i el negre: una història real. Barcelona: Ed. 62, 2006

Poesia
- Sentiments d'una vida. Banyoles: l'autor, 1978 (Premi Ciutat d'Olot-Josep Munteis de poesia, 1978)